# Basketbol'nyj klub UNICS 2019-2020
Questa voce raccoglie le informazioni riguardanti il Basketbol'nyj klub UNICS nelle competizioni ufficiali della stagione 2019-2020.

## Stagione
La stagione 2019-2020 del Basketbol'nyj klub UNICS è la 23ª nel massimo campionato russo di pallacanestro, la VTB United League.

## Roster
Aggiornato al 11 aprile 2021
| UNICS Kazan' 2019-20 | UNICS Kazan' 2019-20 |
| Giocatori            | Staff tecnico        |
| -------------------- | -------------------- |

| N. | Naz.                                                   | Ruolo | Nome               | Anno | Alt.   | Peso   |  |
| -- | ------------------------------------------------------ | ----- | ------------------ | ---- | ------ | ------ |  |
| 1  | Russia (bandiera)                                      | P     | Pavel Sergeev      | 1987 | 186 cm | 86 kg  |  |
| 2  | Stati Uniti (bandiera)                                 | AG    | Raymar Morgan      | 1988 | 204 cm | 103 kg |  |
| 3  | Stati Uniti (bandiera)                                 | P     | Errick McCollum    | 1988 | 188 cm | 87 kg  |  |
| 9  | Stati Uniti (bandiera) · Israele (bandiera)            | C     | Alex Tyus          | 1988 | 203 cm | 100 kg |  |
| 11 | Russia (bandiera)                                      | AP    | Valerij Lichodej   | 1986 | 204 cm | 97 kg  |  |
| 12 | Russia (bandiera)                                      | C     | Artëm Klimenko     | 1994 | 214 cm | 114 kg |  |
| 13 | Russia (bandiera)                                      | AP    | Dmitrij Uzinskij   | 1993 | 199 cm | 90 kg  |  |
| 15 | Stati Uniti (bandiera)                                 | G     | Jamar Smith (C)    | 1987 | 191 cm | 90 kg  |  |
| 17 | Grecia (bandiera)                                      | G     | Vaggelīs Mantzarīs | 1990 | 195 cm | 93 kg  |  |
| 23 | Stati Uniti (bandiera)                                 | AP    | Elgin Cook         | 1993 | 196 cm | 96 kg  |  |
| 24 | Islanda (bandiera)                                     | AP    | Haukur Pálsson     | 1992 | 197 cm | 90 kg  |  |
| 25 | Stati Uniti (bandiera) · Macedonia del Nord (bandiera) | P     | Jordan Theodore    | 1989 | 183 cm | 89 kg  |  |
| 27 | Russia (bandiera)                                      | AG    | Andrej Koščeev     | 1987 | 205 cm | 105 kg |  |
| 33 | Russia (bandiera)                                      | AP    | Kirill Anošin      | 2000 | 195 cm | 84 kg  |  |
| 42 | Russia (bandiera)                                      | G     | Evgenij Kolesnikov | 1985 | 195 cm | 90 kg  |  |
| 88 | Grecia (bandiera)                                      | AG    | Kōstas Kaimakoglou | 1983 | 206 cm | 113 kg |  |
| 99 | Stati Uniti (bandiera)                                 | AG    | Jamil Wilson       | 1990 | 201 cm | 104 kg |  |

| Allenatore                                                                            |
| - Dīmītrīs Priftīs                                                                    |
| Assistente/i                                                                          |
| - Thōmas Nikou - Vasilīs Simtsak Legenda - (C) Capitano - (IN) Inattivo - Infortunato |

## Mercato

### Sessione estiva
| Acquisti | Acquisti           | Acquisti         | Acquisti   | Acquisti |
| R.a      | Nome               | da               | Modalità   |          |
| -------- | ------------------ | ---------------- | ---------- | -------- |
| G        | Vaggelīs Mantzarīs | Olympiakos       | definitivo |          |
| AP       | Valerij Lichodej   | Włocławek        | definitivo |          |
| AG       | Jamil Wilson       | Auxilium Torino  | definitivo |          |
| C        | Alex Tyus          | Maccabi Tel Aviv | definitivo |          |
| AP       | Dmitrij Uzinskij   | Nižnij Novgorod  | definitivo |          |
| AP       | Haukur Pálsson     | Nanterre 92      | definitivo |          |

| Cessioni | Cessioni        | Cessioni             | Cessioni       | Cessioni |
| R.       | Nome            | a                    | Modalità       |          |
| -------- | --------------- | -------------------- | -------------- | -------- |
| PG       | Pierriá Henry   | Saski Baskonia       | fine contratto |          |
| AG       | Maurice Ndour   | Valencia             | fine contratto |          |
| GA       | Anton Ponkrašov | Zenit S. Pietroburgo | fine contratto |          |
| A        | Melvin Ejim     | Málaga               | fine contratto |          |
| AP       | Trent Lockett   | H. Gerusalemme       | fine contratto |          |
| A        | Aleksandr Bille | Free agent           | fine contratto |          |
| AG       | Maksim Šeleketo | Spartak Primor'e     | fine contratto |          |

### Dopo l'inizio della stagione
| Acquisti | Acquisti        | Acquisti        | Acquisti         | Acquisti   |
| R.       | Nome            | da              | Data             | Modalità   |
| -------- | --------------- | --------------- | ---------------- | ---------- |
| P        | Jordan Theodore | Beşiktaş        | 27 dicembre 2019 | definitivo |
| AP       | Elgin Cook      | Avtodor Saratov | 28 gennaio 2020  | definitivo |

| Cessioni | Cessioni           | Cessioni   | Cessioni         | Cessioni    |
| R.       | Nome               | a          | Data             | Modalità    |
| -------- | ------------------ | ---------- | ---------------- | ----------- |
| G        | Vaggelīs Mantzarīs | Promitheas | 30 dicembre 2019 | rescissione |